# Medicus (Familienname)
Medicus ist ein deutscher Familienname, der sich vom lateinischen Humanistennamen für „Arzt“ herleitet.

## Namensträger

### Familienname
- August Medicus (1882–1947), deutscher Verwaltungsjurist und Bezirksoberamtmann
- Dieter Medicus (Rechtswissenschaftler) (1929–2015), deutscher Jurist
- Dieter Medicus (Eishockeyspieler) (* 1957), deutscher Eishockeyspieler
- Emil Friedrich Heinrich Medicus (1826–1910), deutscher evangelischer Theologe
- Franz Albrecht Medicus (1890–1967), deutscher Jurist und SS-Sturmbannführer
- Friedrich Medicus (Pomologe) (Friedrich Karl Medicus; 1813–1893), deutscher Pomologe
- Friedrich von Medicus (1847–1904), deutscher Politiker, Bürgermeister von Aschaffenburg
- Friedrich Casimir Medicus (1736–1808), deutscher Botaniker und Arzt
- Fritz Medicus (Ingenieur) (1869–1945), deutscher Ingenieur und Industriemanager
- Fritz Medicus (Philosoph) (Fritz Georg Adolf Medicus; 1876–1956), deutsch-schweizerischer Philosoph
- Gerhard Medicus (* 1950), österreichischer Humanethologe und Psychiater
- Heinrich Medicus (1743–1828), badischer Oberst und Sagensammler
- Ludwig Medicus (1847–1915), deutscher Chemiker und Pharmazeut
- Ludwig Walrad Medicus (1771–1850), kurpfälzischer Hochschullehrer für Forst- und Landwirtschaft
- Margot Medicus (1940–2004), österreichische Schauspielerin, siehe Margot Philipp
- Thomas Medicus (* 1953), deutscher Journalist und Autor
- Thomas Medicus (Künstler) (* 1988), österreichischer Installationskünstler

### Familien
- Die deutschen Wissenschaftler und Eishockeyspieler gehören der Familie des Ludwig Walrad Medicus (1771–1850) an, die aus Hessen stammt (ursprünglich Artzt oder Arzt).